# Agnieszka Wolny-Hamkało
Agnieszka Wolny-Hamkało (ur. 1979 we Wrocławiu) – polska poetka, krytyczka literacka, pisarka i publicystka.
Opublikowała powieści Zaćmienie (Czarne 2013), 41 utonięć (Iskry 2015), Moja córka komunistka (W.A.B. 2018). Wydała także tom szkiców Inicjał z offu (Iskry 2013), poemat Nikt nas nie upomni (Hokus-Pokus 2016) oraz dziewięć tomów poezji: Mocno poszukiwana (1999), Lonty (2001), Gospel (2004), Ani mi się śni (2005), Spamy miłosne (2007), nikon i leica (2010), Borderline (2013), Występy gościnne (2014), Panama smile (2017). Jest także autorką dwóch książek dla dzieci: Nochal czarodziej (2007) (il. Antoni Wajda), Rzecz o tym, jak paw wpadł w staw (2011) (il. Józef Wilkoń) oraz redaktorką pięciu antologii opowiadań. Autorka sztuk teatralnych m.in. Dzień dobry, wszyscy umrzemy („Dialog”, październik 2015), i Nad rzeką, której nie było (premiera w Teatrze Kubuś w Kielcach 26 maja 2018). W listopadzie 2016 Joanna Kaczmarek wyreżyserowała Dzień dobry, wszyscy umrzemy w ramach cyklu Teatroteka.

## Życiorys
Felietonistka „Przeglądu” i „Rymsa”. Jej wiersze przełożono na piętnaście obcych języków. Nominowana do Nagrody Literackiej Gdynia, Nagrody Mediów Publicznych Cogito i Nagrody Polskiej Sekcji IBBY (otrzymała wyróżnienie IBBY za książkę „Nikt nas nie upomni”). Laureatka nagrody Stowarzyszenia Pisarzy Polskich. Kuratorka literacka Międzynarodowego Festiwalu Opowiadania. Współpracowała m.in. z „Gazetą Wyborczą”, „Przekrojem”, „Bluszczem” i portalem Polskiego Radia. Prowadziła programy poświęcone książkom w TVP1 (Hurtownia książek 2009–2011) i w TVP Kultura. W 2008 przewodnicząca jury XIV edycji Ogólnopolskiego Konkursu Poetyckiego im. Jacka Bierezina. Autorka performance, wystawianych m.in. w CSW, łódzkiej galerii Manhattan, wrocławskiej galerii Entropia czy bydgoskim „Mózgu”. Wicenaczelna literackiego magazynu „Chimera”, członkini zespołu programowego Międzynarodowego Festiwalu Opowiadania, redaktorka Laboratorium Opowieści. Stypendystka Literarisches Colloquium Berlin (2018).
Mieszka we Wrocławiu. Jej mężem jest polski poeta i krytyk literacki Marcin Hamkało.

## Nagrody i wyróżnienia
- 2008 – nominowana do Nagrody Literackiej Gdynia[3] za tom „Spamy miłosne”
- 2009 – nominowana do nagrody kulturalnej Gazety Wyborczej wARTo[4].
- laureatka konkursu im. Stowarzyszenia Pisarzy Polskich za tom Lonty[1]
- nominowana do nagrody mediów publicznych Cogito za tom Spamy miłosne[1]
- wyróżnienie Polskiej Sekcji IBBY za Nic nas nie upomni
- nominacja do nagrody „Emocje” Polskiego Radia Wrocław za powieść Moja córka komunistka
- 2022 – nominowana do nagrody Literacka Podróż Hestii za książkę Po śladach[5]

## Powieści i tomy wierszy
- Mocno poszukiwana, Atut, Wrocław 1999.
- Lonty, Lew – Leopold Wróblewski na zlecenie Stowarzyszenia Pisarzy Polskich, Wrocław 2001.
- Gospel, Biuro Literackie, Wrocław 2004.
- Ani mi się śni, Biuro Literackie, Wrocław 2005.
- Spamy miłosne, Wydawnictwo a5, Kraków 2007.
- nikon i leica, WBPiCAK, Poznań 2010.
- borderline, EMG, Kraków 2013.
- Zaćmienie, Czarne, 2013 – powieść
- Występy gościnne, Igloo, 2014
- 41 utonięć, Iskry, 2015 – powieść
- Panama smile, WBPiCAK, Poznań 2017
- Moja córka komunistka, W.A.B., 2018 – powieść
- Zerwane rozmowy, Warstwy, 2019 – antologia poezji. Wybór i redakcja Jakub Skurtys
- Raster Lichtensteina, Warstwy 2021.
- Wiersze o pojęciach, Convivo 2023.
- Dla Twojej córki. Fraszki, Warstwy 2024.

## Książki dla dzieci
- Nochal czarodziej, ilustrował Adam Wajda, Wydawnictwo Format, Łagiewniki 2007.
- Rzecz o tym, jak paw wpadł w staw (ilustrował Józef Wilkoń), 2011.
- Nikt nas nie upomni, ilustrowała Ilona Błaut, Hokus-Pokus, 2016.
- Lato Adeli, il. Agnieszka Kożuchowska, Warszawa, Hokus-Pokus, 2019.

## Redakcja antologii
- Projekt Mężczyzna (2009)
- ORWO (2011)
- Siedem grzechów głównych (2012)

## Szkice i sztuki teatralne
- Inicjał z offu, Wydawnictwo Iskry, 2012.
- Dzień dobry, wszyscy umrzemy, Dialog, 2015; ekranizacja w ramach cyklu Teatroteka, reż. Joanna Kaczmarek, Warszawa 2016.
- Nad rzeką, które nie było, reż. Martyna Majewska, Teatr Kubuś, Kielce, 2018.
- Wichrowe Wzgórza non fiction, reż. Marta Streker, Kadr, Warszawa 2018.
- Wyzwolenie: królowe, reż. Martyna Majewska, Teatr Muzyczny Capitol, Wrocław, 2019.
- Kronika polska – opera lalkowa, reż. Katarzyna Dudzic-Grabińska, Teatr Muzyczny Capitol, PPA Nurt OFF, Wrocław 2019.
- Leśni. Apokryf reż. Marta Streker, Teatr Polski, Wrocław 2019.
- Alicja, reż. Martyna Majewska Teatr Muzyczny Capitol we Wrocławiu Wrocław 2021
- Niebieska linia, reż. Michał Jagodziński, Teatr Dialogu, Wrocław 2022
- Gotyk Polski, reż. Michał Jagodziński, Teatr Dialogu, Wrocław 2023